# 龙头寺公园站
龙头寺公园站位于重庆市渝北区，重庆轨道交通10号线车站，车站编号10/11。

## 结构
此站为地下两层车站，呈南北走向，位于南北向的天宫大道与东西向的新溉大道交汇处的十字路口地下。车站全长305米，宽37.5米，总建筑面积26283.4平方米。站内设有双岛四线站台，岛式站台宽9米。除两条正线外，还有两条事故车专用停车线，因此在线路上突发事故的车辆可以到该车站内进行停靠、维修。车站两岛中间2线为正线，而两侧2线则为事故车停车线。
| B1层 | 站厅 | 售票 加值处 问询 出口 无障碍电梯 |
| B2层 | 站台 |                                  |

## 出入口
龙头寺公园车站位于重庆市渝北区天宫大道与新溉大道交汇处附近，共设5个出入口。
| 出入口                | 出入口                | 位置     | 目的地                     |
| --------------------- | --------------------- | -------- | -------------------------- |
|                       |                       | 天宫大道 | 山茶路 狮子坪 站           |
| 出口 · 2 · 无障碍电梯 | 出口 · 2 · 无障碍电梯 | 景园大道 | 文汇路 龙头寺公园          |
| 出口 · 3              | 出口 · 3              | 景园大道 | 龙头寺公园                 |
| 出口 · 4              | 出口 · 4              | 新溉大道 | 龙头寺公园                 |
| 出口 · 5              | 出口 · 5              | 天宫大道 | 宝华大道 山茶路 天宫殿学校 |